# 大西洋深海珠目魚
大西洋深海珠目魚（学名：Benthalbella infans）為輻鰭魚綱仙女魚目帆蜥魚亞目珠目魚科的一種，分布於全球各大洋海域，屬深海底棲性魚類，深度0-4740公尺，體長可達13.8公分，棲息在中層水域，生活習性不明。有生物发光的特性。